# Viparita karani

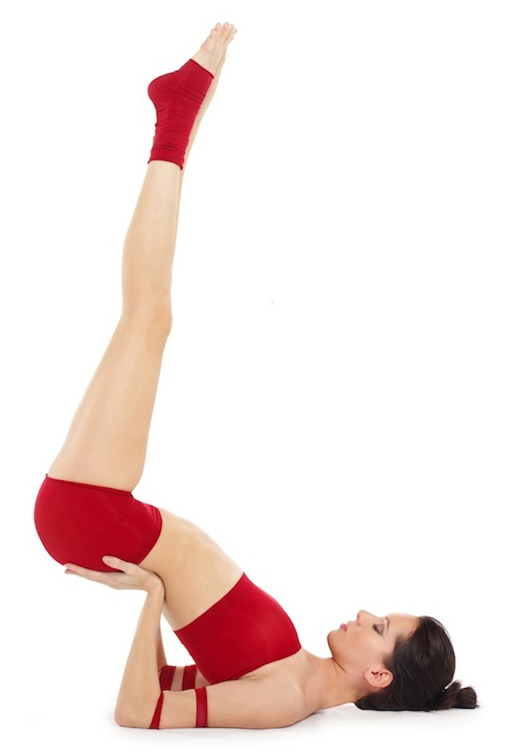
Viparita karani

Viparita Karani (Sanskriet voor Omgekeerde Actie) is een veelvoorkomende houding of asana. De houding wordt ook wel Benen tegen de Muur of Gebroken Kaars genoemd.
| Sanskriet | vertaling                |
| viparita  | omgekeerd, ondersteboven |
| karani    | doen, in actie           |

## Beschrijving
Deze houding wordt liggend op de rug uitgevoerd, met de benen omhoog in een hoek van 90° ten opzichte van de rug. De voeten raken elkaar aan. De armen kunnen naast de flanken liggen, maar ook achter het hoofd op de grond of met de handpalmen tegen het achterhoofd.
Wanneer de houding met de benen tegen de muur omhoog wordt uitgevoerd, kan de houding dienen voor herstel. Met behulp van een kussentje onder de heupen, kan het verloop van het bloed naar het hoofd worden gestimuleerd.